# چطور ماری کریسمس را نجات داد
چطور ماری کریسمس را نجات داد (انگلیسی: How Murray Saved Christmas) یک تئاتر موزیکال ویژه تلویزیون برای کریسمس است که در سال ۲۰۱۴ از ان‌بی‌سی پخش شد.